# کولین (میزوری)
کولین (به انگلیسی: Qulin) یک شهر در ایالات متحده آمریکا است که در شهرستان باتلر، میزوری واقع شده‌است. کولین ۱٫۱۷ کیلومتر مربع مساحت و ۴۵۸ نفر جمعیت دارد و ۹۶ متر بالاتر از سطح دریا قرار دارد..